# Feministisk konst
Feministisk konst syftar på konst skapad av feminister, konst som speglar kvinnors liv och erfarenheter, eller konst som har som mål att förändra jämställdhetsdebatten och den samtida konsten. 
Den feministiska konströrelsen strävar också efter att synliggöra kvinnor i konsthistorien. Rörelsen blomstrade under 1960- och 1970-talen, under den andra vågens feminism. Det har kallats "den mest inflytelserika internationella rörelsen under efterkrigstiden".
Den nämns ofta som den viktigaste konströrelsen sedan andra världskriget".

## Feministisk konst i Europa
Från 1980-talet och framåt har konsthistorikern Griselda Pollock utmanat museernas traditionella modeller av konst och historia. Där har man ofta har uteslutit konstnärlig representation av kvinnor, och där syns en liten mängd material som berör de komplexa relationerna mellan kvinnlighet, modernitet, psykoanalys och representation.

### Feministisk konst i Sverige
Feministisk konst har dykt upp på olika håll i Sverige. Exempel på detta är bland annat Nanna Johansson med Fulheten, Femmetopia – ett liberalt och feministiskt konstprojekt i Stockholm, författaren och serieskaparen Liv Strömquist med bland annat boken Ja till Liv!
Genusforskaren Tiina Rosenberg har skrivit boken Ilska, hopp och solidaritet med feministisk konst in i framtiden på temat feministisk konst.